# Presto卡
Presto卡是加拿大安大略省使用的免觸碰智能卡，用於各公共交通公司參與的自動收費系統，尤其在大多倫多地區、哈密爾頓及渥太華。Presto卡讀卡機自2007年6月25日至2008年9月30日進行試驗。2009年11月起全面投入服務，並在各地鐵站、巴士總站和11種不同交通系統的車輛上開售。
Presto卡的一個衍生品是2019年4月5日引入的Presto車票，這是一張帶有晶片的單程紙質車票，可用於多倫多公車局和大多地區通勤工具上。
在 2023 年末和 2024 年中，Presto 交通卡分別可用於 Google錢包和 Apple錢包。
GTHA的區域交通計劃The Big Move的10項策略之一是在GTHA的10個公共交通機構中建立一個綜合過境票價系統。 Presto系統旨在支援在各種參與的公共交通系統上使用一種通用的票價支付方式，可與倫敦的牡蠣卡和香港的八達通卡等其他系統相媲美。Presto是安大略省政府機構Metrolinx的運營部門，負責管理和整合大多倫多和漢密爾頓地區（GTHA）的公路運輸和公共交通。

## 適用範圍
下列大眾運輸系統接受PRESTO卡作為支付工具：
- Brampton Transit
- Burlington Transit
- Durham Region Transit
- GO運輸
- Hamilton Street Railway
- MiWay
- Oakville Transit
- OC Transpo (Ottawa)
- 多倫多公車局（TTC）
- 聯合車站—皮爾遜機場快線
- 約克區交通（YRT）